# José Gabriel Sarasa Miquélez
José Gabriel Sarasa Miquélez (Pamplona, 13 de març de 1927 - 1987) va ser un advocat i polític navarrès, procurador a Corts i senador per Navarra en les legislatures constituent i primera.
Estudià batxillerat als Germans Maristes de Pamplona i dret a la Universitat de Saragossa. S'ha dedicat a l'exercisi de l'advocacia, inscfrit al Col·legi d'Advocats de Pamplona i Madrid. Ha estat Procurador en Corts en la IX Legislatura per l'Ajuntament de Navarra (1970-1971) i President del Consell Parlamentari de Navarra.
Fou membre destacat de la Comunió Tradicionalista (Partit Carlí) fins al 1970, del 1964 al 1967 fou tinent d'alcalde de l'ajuntament de Pamplona. A la mort de Franco, s'integrà en el Partit Social Demòcrata Foral de Jaime Ignacio del Burgo Tajadura. A les eleccions generals espanyoles de 1977 i 1979 fou escollit senador d'UCD per Navarra. Després de l'ensulsiada de la UCD va ingressar al Partit Demòcrata Popular.